# Robert McIntyre (homme politique)
Pour les articles homonymes, voir Robert McIntyre.
Robert Douglas McIntyre (15 décembre 1913 - 2 février 1998) est un médecin écossais et un homme politique du Parti national écossais.
McIntyre étudie la médecine à l'Université d'Édimbourg et à l'Université de Glasgow, et travaille comme médecin généraliste et pneumologue consultant. Il acquiert une notoriété politique en 1945 lorsqu'il remporte l'élection partielle de Motherwell, devenant ainsi le tout premier député du SNP .
McIntyre est chef du Parti national écossais de 1947 à 1956 et président du SNP de 1958 à 1980. Il est le prévôt de Stirling de 1967 à 1975. Connu affectueusement sous le nom de "Doc Mac", il est souvent appelé le "Père du SNP" .

## Jeunesse et carrière médicale
McIntyre est né à Motherwell, le fils de John Ebenezer McIntyre, un pasteur de l'Église libre unie d'Écosse. Il fait ses études à la Hamilton Academy et au Daniel Stewart's College . Après une courte période de travail dans un bureau de comptables, McIntyre réussit à acquérir les qualifications nécessaires pour fréquenter l'Université d'Édimbourg, où il étudie d'abord la chimie, avant de passer à des études de médecine .
À l'université, il est président du Parti travailliste de l'Université et membre actif de la Société socialiste de l'Université d'Édimbourg. Il est également délégué du Parti travailliste universitaire au Conseil des métiers et du travail d'Edimbourg en 1935 .
En décembre 1938, McIntyre obtient un MB ChB et rejoint une pratique générale à Warwick, en Angleterre, en tant qu'assistant. Après de brefs séjours en tant que médecin généraliste à Musselburgh et Polmont, il travaille comme chirurgien à l'infirmerie royale de Stirling, puis comme médecin à l'hôpital du village de Bangour . Au cours de cette période, il développe un intérêt pour le domaine de la Santé publique et étudie à l'Université de Glasgow pour obtenir un diplôme en santé publique. Après la qualification, McIntyre est nommé résident principal à l'hôpital Hawkhead de Paisley, un hôpital pour maladies infectieuses . Le début des années 1940 voit une augmentation spectaculaire des cas confirmés de diphtérie en Écosse. McIntyre est responsable d'une grande campagne de vaccination contre la diphtérie destinée aux écoliers de Paisley, visitant toutes les écoles de la région pour persuader les enfants et leurs parents de se faire vacciner contre la maladie mortelle.
Robert McIntyre prend ensuite un poste au sein du département de la santé de la Glasgow Corporation comme médecin-conseil au port, basé à Greenock . Cela implique de faire partie d'une équipe qui a la responsabilité de s'assurer que les navires sont exempts d'infections avant de remonter la rivière Clyde jusqu'à Glasgow, et d'assurer également la liaison avec le personnel médical des navires.
Après sa défaite aux élections générales de 1945, il sert pendant une courte période en tant que médecin généraliste suppléant à North Uist, avant d'obtenir un poste au Conseil du comté de Stirling en tant qu'officier de lutte contre la tuberculose responsable devant le médecin hygiéniste . Avec la création du National Health Service en 1948, McIntyre est nommé médecin pneumologue consultant à l'infirmerie royale de Stirling. Il reste en poste jusqu'à sa retraite.

## Carrière politique
McIntyre rejoint le Parti travailliste en 1936 et milite à l'Université d'Édimbourg. Cependant, il devient de plus en plus déçu par l'engagement du parti travailliste envers le gouvernement écossais et est déçu lorsque lui et ses camarades du parti travailliste de l'université d'Édimbourg envoient une résolution au Conseil écossais du parti travailliste, pour être informé que le Conseil n'a pas participé à l'élaboration de la politique du Parti travailliste. Imprégné de l'histoire et de la culture écossaises, il croit au droit des petites nations à l'autonomie gouvernementale.
En 1940, McIntyre rejoint le Parti national écossais et devient le secrétaire du parti aux adhésions, alors qu'il est toujours dirigé par John MacCormick, mais il résiste aux tentatives ultérieures de MacCormick de faire passer le SNP de son soutien à une politique d'indépendance écossaise totale à un minimum de Home Rule. MacCormick quitte le SNP en 1942, à partir de ce moment, McIntyre devient la figure de proue du parti, en tant que secrétaire national (1942-1945) et vice-président (1945-1947), avant d'être choisi comme chef du SNP en mai 1947.
Le 13 avril 1945, peu avant la fin de la Seconde Guerre mondiale, McIntyre remporte l'élection partielle de Motherwell, avec une faible majorité de 617 voix sur son adversaire travailliste . Il entre dans l'histoire comme le premier candidat du SNP à être élu député. En arrivant au Parlement, il a du mal à trouver les deux parrains habituels pour lui permettre de prendre son siège, car les députés ne voulaient pas briser les loyautés au parti. Deux sponsors réticents sont trouvés, mais McIntyre choisit de se présenter seul au Président, écrivant plus tard "J'ai très clairement déclaré aux gens de Motherwell et de Wishaw que je ne donnerais aucune allégeance aux partis contrôlés par Londres". Un vote pour déroger à la règle est perdu, et finalement il accepte le parrainage de James Barr et Alexander Sloan "sous protestation".
Il perd le siège seulement trois mois plus tard aux élections générales de 1945, au profit du Parti travailliste. Il retourne à sa pratique médicale, travaillant à l'infirmerie royale de Stirling pour traiter et prévenir la tuberculose. Cependant, il continue à se présenter à toutes les élections générales suivantes, jusqu'en octobre 1974, et aussi à une élection partielle de 1971, 13 fois en totalité, un record de atteintes de un ex-membre du Parliament de Royaume Uni de se présenter sans succès. 
Après que McIntyre ait quitté son poste de chef du parti en 1956, il est élu président du Parti national écossais, occupant ce poste jusqu'en 1980. En 1956, il est également élu membre du Stirling Burgh Council, poste qu'il occupe jusqu'en 1975. Il est prévôt de Stirling de 1967 à 1975. McIntyre est premier (et dernier) vice-président de la Celtic League (de 1961 à 1971). Gwynfor Evans est président à l'époque.
Robert McIntyre est décédé le 2 février 1998, âgé de 84 ans.